# Вільд-Дональд Гер'є
Вільд-Дональд Гер'є (фр. Wilde Donald Guerrier; нар. 31 березня 1989, Гаїті) — футболіст з Гаїті, півзахисник футбольної команди «Вісла», що нині виступає в Екстраклясі.
Свою футбольну кар'єру розпочав в команді «Віолетта» з мітса Пор-о-Пренс. У 2011 році перебрався до «Амеріка ФК». 27 серпня 2013 офіційно став гравцем ФК «Вісла» (Краків).

## Титули і досягнення
- Чемпіон Азербайджану (3):

«Карабах»: 2017-18, 2018-19, 2019-20
- Чемпіон Литви (1):

«Паневежис»: 2023